# Sistema (geología)
En el ámbito de la geología, un sistema es una unidad cronoestratigráfica formal de ámbito global, que agrupa todos los conjuntos de rocas formadas en el mismo lapso de tiempo y en las que se distinguen cambios significativos del registro fósil respecto a las depositadas antes y después que ellas; es decir, reflejan cambios mayores en la composición de la fauna y flora de la Tierra a través del tiempo. El tiempo representado por cada sistema se denomina periodo, la unidad geocronológica equivalente de la escala de tiempo geológico. 
Los sistemas se agrupan en eratemas y pueden divirse a su vez en series y estas en pisos. El eonotema Fanerozoico está dividido en 12 sistemas (y periodos), que se dividen a su vez en 38 series (y épocas) y 98 pisos (y edades). Para el eonotema Proterozoico no se han podido definir sistemas, debido a lo escaso y reducido de los registros fósil y estratigráfico, aunque sí se han establecido divisiones en periodos mediante unidades cronométricas (valores absolutos en millones de años), sin asociar, por tanto, a unidades cronoestratigráficas equivalentes.
El establecimiento formal de todas estas unidades corre a cargo de la Comisión Internacional de Estratigrafía de la Unión Internacional de Ciencias Geológicas.

## Sistemas en la escala temporal geológica
| Unidades cronoestratigráficas del registro geológico | Unidades geocronológicas de la escala temporal geológica | Notas                                                                              |
| ---------------------------------------------------- | -------------------------------------------------------- | ---------------------------------------------------------------------------------- |
| Eonotema                                             | Eón                                                      | 4 en total, los mayores intervalos de años                                         |
| Eratema                                              | Era                                                      | 12 en total, aproximadamente abarcan múltiplos de cien millones de años            |
| Sistema                                              | Período                                                  | Algunos nombres familiares, definidos en 21 divisiones principales y 2 secundarias |
| Serie                                                | Época                                                    | 48 unidades y cada una abarcando decenas de millones de años                       |
| Piso                                                 | Edad                                                     | 99 unidades y la mayoría abarcando millones de años                                |
| Cronozona                                            | Cron                                                     |                                                                                    |

Los sistemas del eonotema Fanerozoico se definieron durante el siglo XIX, comenzando en el Cretácico (por el geólogo belga Jean d'Omalius d'Halloy en la cuenca parisina) y el Carbonífero (por los geólogos británicos  William Conybeare y William Phillips) en 1822. Los eratemas Paleozoico y el Mesozoico fueron divididos en los sistemas que se usaban en el momento, antes de la segunda mitad del siglo XIX, excepto por una pequeña revisión en la que se añadió el Ordovícico en 1879.
El Cenozoico ha tenido recientemente algunas correcciones realizadas por la Comisión Internacional de Estratigrafía. Ahora está dividido en tres sistemas (Paleógeno, Neógeno y Cuaternario) en vez de los antiguos y todavía más conocidos nombres que en realidad son ahora series (Paleoceno, Eoceno, Oligoceno, Mioceno y Plioceno) o están fuera de uso (Terciario).
Otro cambio reciente ha sido la división formal del eonotema Proterozoico en sistemas, decidido en 2004.